# Montpelier (Idaho)
Montpelier er en by i Bear Lake County, Idaho, USA. Byen er den største by i Bear Lake dalen, et landbrugsområde nord for Bear Lake og byen er ligeledes den største by i county'et. Byen har 2.643(2020) indbyggere, hvoraf 96,7 % er hvide. 
Byen blev grundlag i 1863 af mormonske nybyggere, der rejste af Oregon Trail, nybyggernes foretrukne rute på rejsen mod Stillehavet.  Oprindeligt blev den navngivet Clover Creek, senere blev den omdøbt til Belmont, og endelig blev den omdøbt til Montpelier af Brigham Young, mormonernes anden profet, og senere guvernør over Utah. Young navngav byen efter en by i sin hjemstat Vermont. 
I 1896 røvede Butch Cassidy og nogle af hans folk, Elzy Lay, "Kid" Curry og en fjerde mand, muligvis Bob Meeks banken i byen. Udbyttet blev ca. $ 7.000 og begivenheden spiller stadig en stor rolle byens bevidsthed. 
U.S. Highway 89 og U.S. Highway 30 krydser hinanden i byen.

## Eksterne referencer
- Profil af Montpelier Arkiveret 18. oktober 2007 hos  Wayback Machine
- Byens hjemmeside Arkiveret 27. januar 2008 hos  Wayback Machine